# 欧洲E10公路
欧洲E10公路（E10）是欧洲国际公路之一。欧洲E10公路起点是挪威的奥镇，终点是瑞典的吕勒奥，全长880公里，其中挪威路段长度为397公里，瑞典路段长度为483公里。

## 线路
欧洲E10公路沿线穿过以下主要城市：

- 挪威：奥镇 — 斯沃尔韦尔 — 梅尔比 — 苏特兰 —  埃沃内斯 — 纳尔维克
- 瑞典：基律纳 — 耶利瓦勒 — 特勒 — 吕勒奥

## 相关公路
欧洲E10公路和以下公路交叉：
- 欧洲E6公路 — 在纳尔维克交叉
- 欧洲E45公路 — 在耶利瓦勒以北交叉

欧洲E10公路和以下公路重合：
- 欧洲E4公路 — 在特勒和吕勒奥之间重合

## 沿途风景

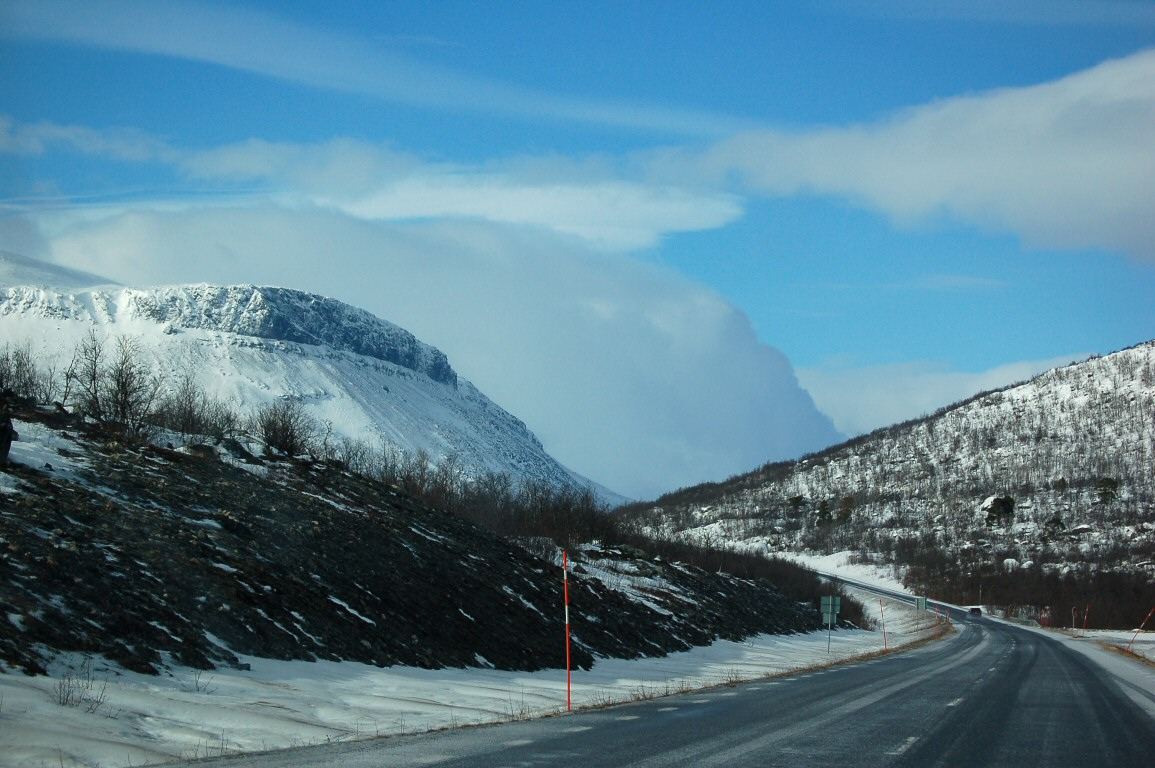
欧洲E10公路瑞典基律纳路段
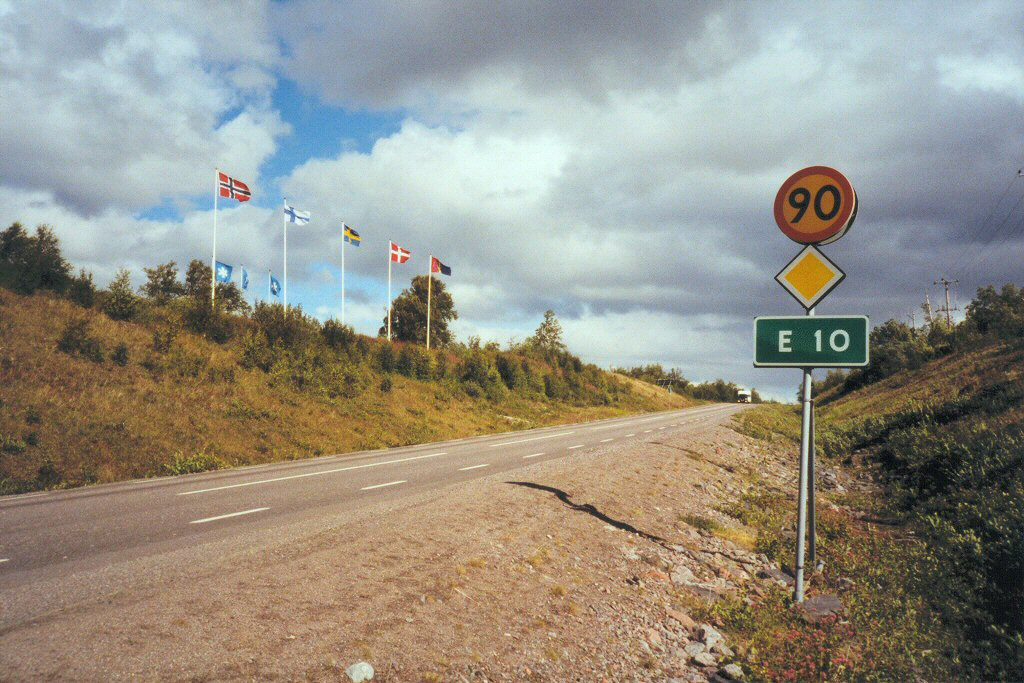
欧洲E10公路瑞典经过阿比斯库国家公园
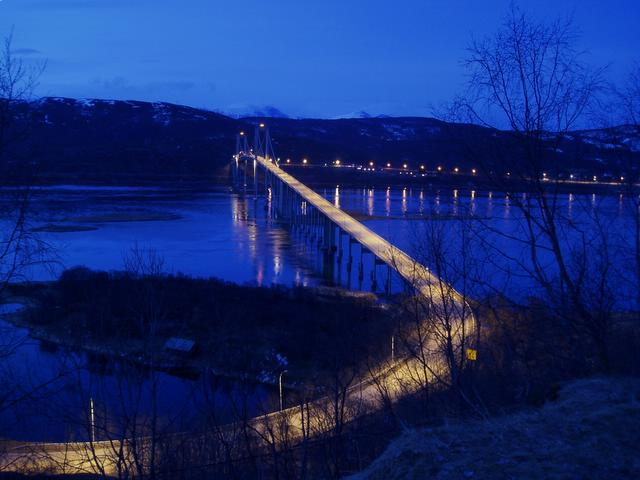
欧洲E10公路挪威切尔海峡风景
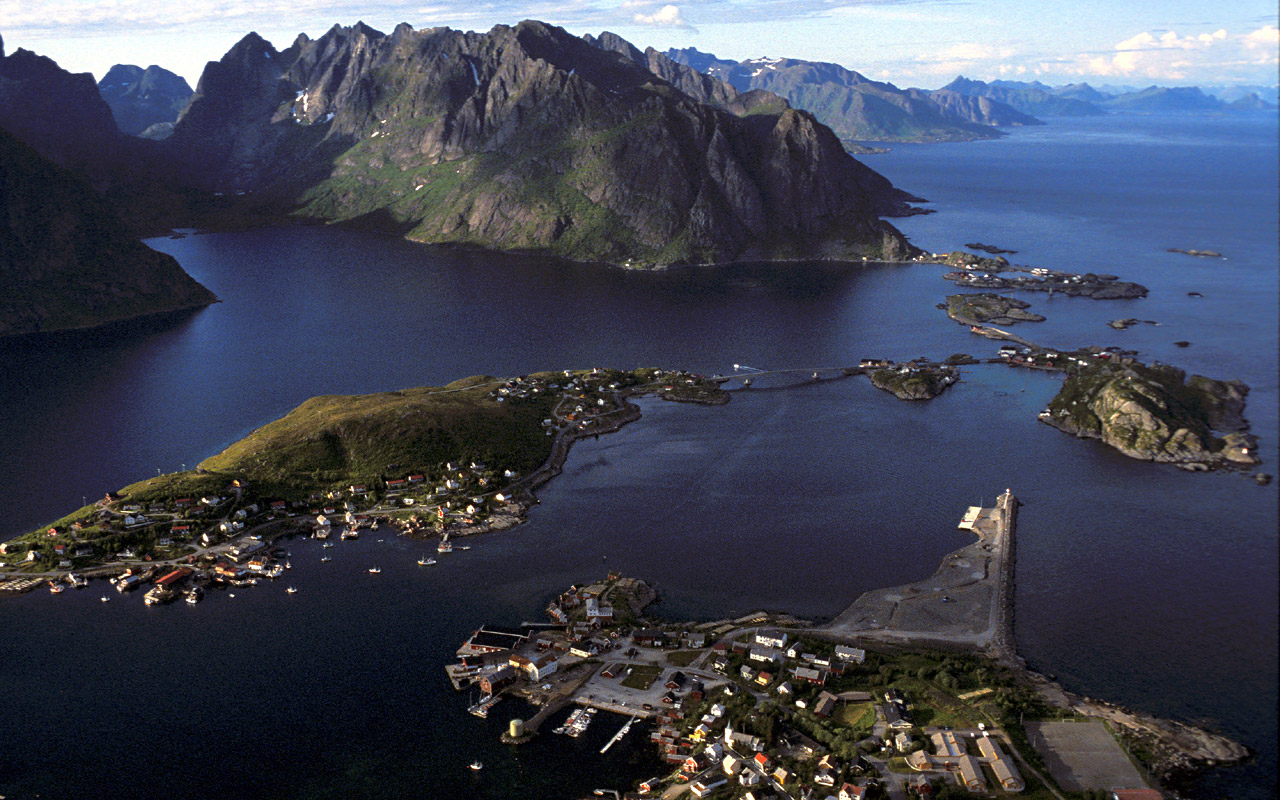
欧洲E10公路挪威奥镇风景